# Gruppledare
Gruppledare är en person som är utsedd att leda/samordna arbetet i en grupp. Den som leder det politiska arbetet för ett parti i parlamentariska församlingar brukar ofta benämnas gruppledare.

## Danmark
I Folketinget har varje parti två ledarposter kopplade till partigruppen. Det finns dels en "gruppeformand" som leder det praktiska arbetet (ungefär som gruppledaren i Sveriges riksdag). Utöver det finns det en "politisk ordfører" som är partiets talesperson utåt.

## Norge
I Stortinget leds arbetet inom partigruppen av en "parlamentarisk leder". Om partiet inte ingår i regeringen är detta vanligen partiledaren, men detta är inte möjligt om partiledaren ingår i regeringen (och därmed inte sitter i Stortinget).

## Sverige
I Sveriges riksdag är gruppledarna ansvariga för mycket av det löpande arbetet inom partierna, men också tillsammans med talmannen för arbetet i riksdagen. Partierna tillsätter sina gruppledare efter att de varit riksdagsval. Partigrupperna har alla sina möten på tisdag eftermiddag. Partigrupperna har alla var sin styrelse som förbereder de ärenden som tas upp.

## Storbritannien
I Storbritannien (and andra stater som följer Westminstermodellen) har partierna en "whip". Ordet har kommer från hur vid rävjakt jägaren använder en piska för att få de jagande hundarna att följa flocken. Dess syfte är att få partiets ledamöter (framförallt i House of Commons) att rösta som partiets ledning. Systemet har utvecklats över flera århundraden.